# 1245 dans les croisades
Cette page regroupe les évènements concernant les Croisades qui sont survenus en 1245 :
- 2 janvier : mort d'Armand de Périgord, grand maître de l'Ordre du Temple[1].
- juin-juillet : Concile de Lyon où est débattue la possibilité d'une croisade contre les Mongols[2].